# Boronia hoipolloi
Boronia hoipolloi är en vinruteväxtart som beskrevs av M. F. Duretto. Boronia hoipolloi ingår i släktet Boronia och familjen vinruteväxter. Inga underarter finns listade i Catalogue of Life.